# Angel Oak

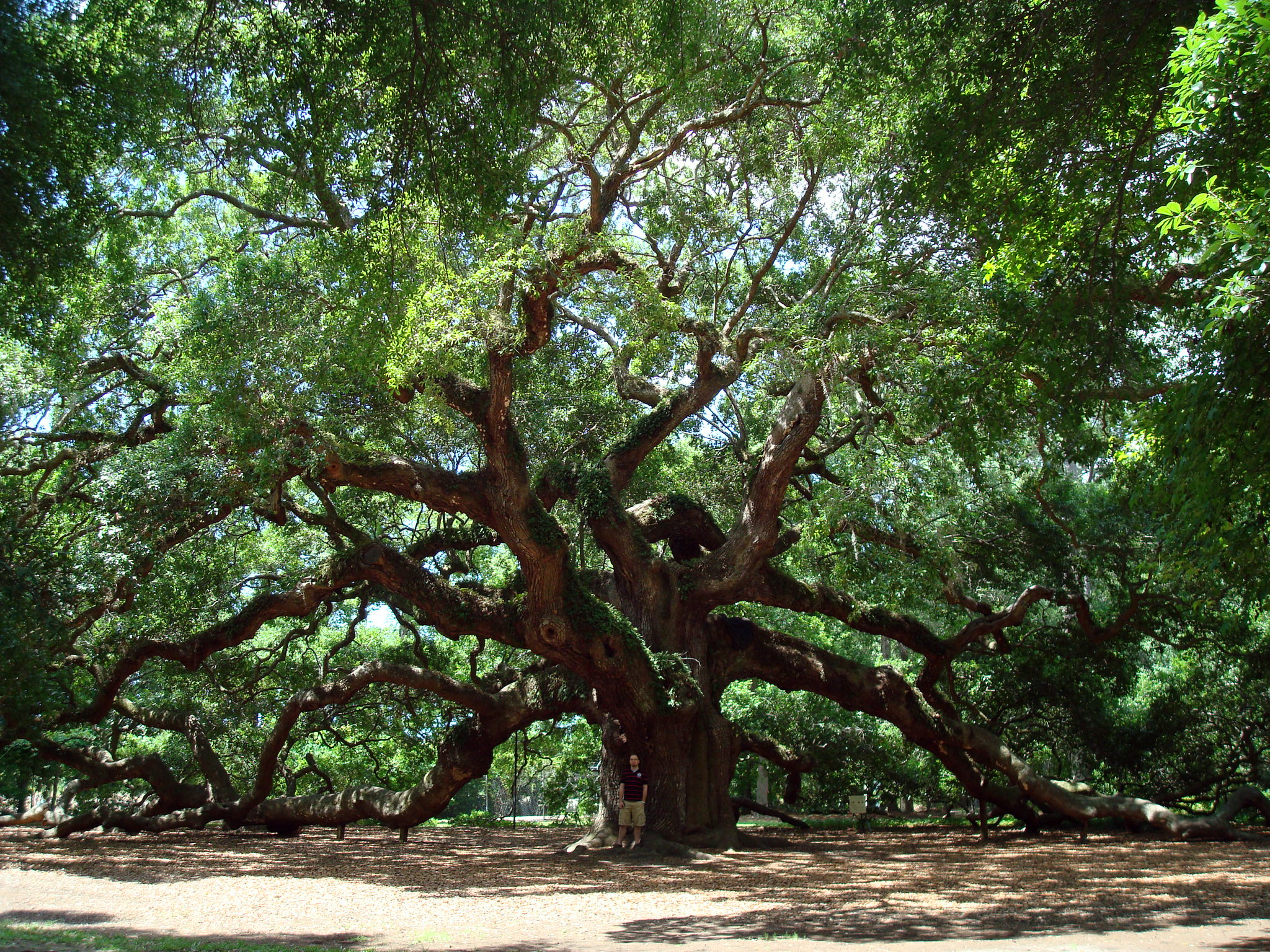
„Angel Oak” în martie 2010

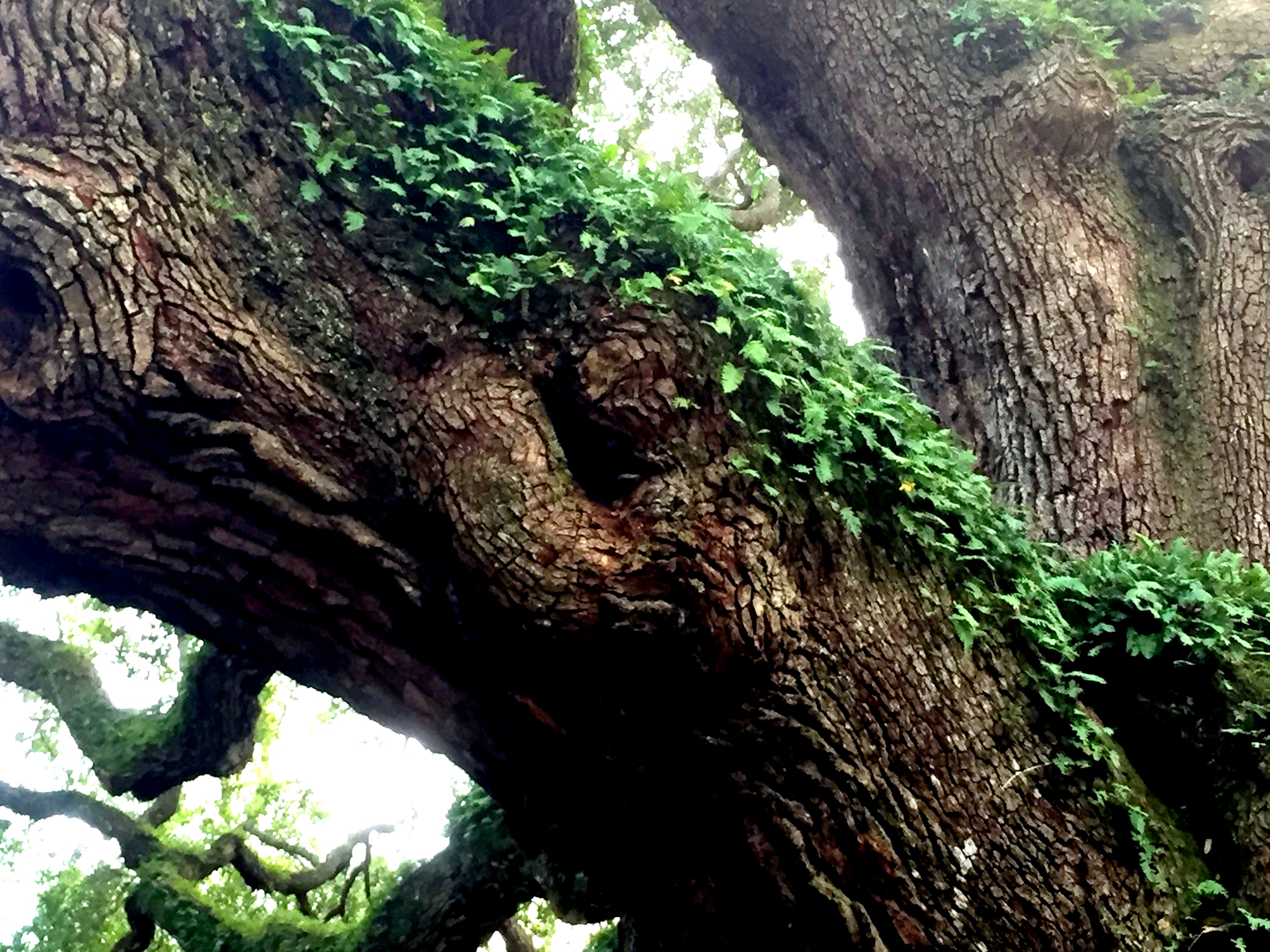
Ferigi și altă vegetație crescând pe crengile masive ale copacului

„Angel Oak” (din engleză Stejarul îngerilor) este un stejar din specia Quercus virginiana⁠(d) situat în parcul Angel Oak de pe insula Johns⁠(d), lângă Charleston, Carolina de Sud. Vârsta este estimată între 400-500 de ani. Are o înălțime de 20 m, circumferința trunchiului de 8,5 m și suprafața proiecției de 1.600 m2. Cea mai mare creangă are o lungime de 57 m. Angel Oak a fost cel de-al 210-lea arbore înregistrat la Societatea Live Oak⁠(d).
Denumirea dată stejarului provine de la moșierul Justus Angel și soția sa, Martha Waight Tucker Angel. Folclorul local conține povești despre fantome ale foștilor sclavi care apar în preajma arborelui sub chip de îngeri.
Contrar afirmațiilor că „Angel Oak” este cel mai longeviv copac american la est de fluviul Mississippi, chiparoșii Taxodium distichum din Carolina de Nord și de Sud au o vârstă cu mult mai mare; un exemplar din Carolina de Nord are peste 1.600 de ani.

## Istorie
„Angel Oak” a fost grav avariat în timpul uraganului Hugo⁠(d) din 1989, dar și-a revenit între timp. Din 1991 este administrat, împreună cu parcul din jurul lui, de orașul Charleston.
Regiunea în care se află stejarul riscă să cadă pradă dezvoltării imobiliare. În 2012, intenția unei companii imobiliare de a ridica un complex de 500 de apartamente la 150 m de „Angel Oak” a fost atacată în instanță de un grup numit „Save the Angel Oak” („Salvați Angel Oak”) și de Coastal Conservation League (Liga Conservării de Coastă); îngrijorarea principală a fost efectul negativ pe care construcțiile le-ar putea avea asupra apelor subterane și nutrienților.
Stejarul este un subiect important în cartea The Heart of A Child de Emily Nelson. De asemenea, a fost subiectul central al unei reclame televizate din septembrie 2018, care evoca reziliența Carolinelor⁠(d) în fața uraganului Florence⁠(d).